# Liste der Nummer-eins-Hits in den USA (1969)
Dies ist eine Liste der Nummer-eins-Hits in den vom Magazin Billboard ermittelten Charts in den USA (Hot 100) im Jahr 1969. In diesem Jahr gab es sechzehn Nummer-eins-Singles und neun Nummer-eins-Alben.

## Singles
| ← 1968 ← | Liste der Nummer-eins-Hits in den USA | Liste der Nummer-eins-Hits in den USA  | Liste der Nummer-eins-Hits in den USA                                 | 1970 →                    |
| \| Zeitraum \| Wo. ges. \| Interpret \| Titel Autor(en) \| Zusätzliche Informationen \| \| (Zeitraum, Wochen auf Platz eins, Interpret, Titel, Autor[en], zusätzliche Informationen) \| \| \| \| \| \| ----------------------------------------------------------------------------------------- \| -------- \| -------------------------------------- \| ------------------------------------------------------------------------- \| ------------------------- \| \| 14. Dezember 1968 – 31. Januar 1969 7 Wochen (insgesamt 7) \| 7 \| Marvin Gaye \| I Heard It Through the Grapevine[1] Norman Whitfield, Barrett Strong \| – \| \| 1. Februar 1969 – 14. Februar 1969 2 Wochen (insgesamt 2) \| 2 \| Tommy James & the Shondells \| Crimson and Clover[2] Tommy James, Peter Lucia, Jr. \| – \| \| 15. Februar 1969 – 14. März 1969 4 Wochen (insgesamt 4) \| 4 \| Sly & the Family Stone \| Everyday People[3] Sylvester Stewart \| – \| \| 15. März 1969 – 11. April 1969 4 Wochen (insgesamt 4) \| 4 \| Tommy Roe \| Dizzy[4] Tommy Roe, Freddy Weller \| – \| \| 12. April 1969 – 23. Mai 1969 6 Wochen (insgesamt 6) \| 6 \| The Fifth Dimension \| Aquarius/Let the Sunshine In[5] James Rado, Gerome Ragni, Galt MacDermot \| – \| \| 24. Mai 1969 – 27. Juni 1969 5 Wochen (insgesamt 5) \| 5 \| The Beatles with Billy Preston \| Get Back[6] John Lennon, Paul McCartney \| – \| \| 28. Juni 1969 – 11. Juli 1969 2 Wochen (insgesamt 2) \| 2 \| Henry Mancini & His Orchestra & Chorus \| Love Theme from Romeo & Juliet (A Time For Us)[7] Nino Rota \| – \| \| 12. Juli 1969 – 22. August 1969 6 Wochen (insgesamt 6) \| 6 \| Zager & Evans \| In the Year 2525 (Exordium & Terminus)[8] Rick Evans \| – \| \| 23. August 1969 – 19. September 1969 4 Wochen (insgesamt 4) \| 4 \| The Rolling Stones \| Honky Tonk Women[9] Mick Jagger, Keith Richards \| – \| \| 20. September 1969 – 17. Oktober 1969 4 Wochen (insgesamt 4) \| 4 \| The Archies \| Sugar, Sugar[10] Jeff Barry, Andy Kim \| – \| \| 18. Oktober 1969 – 31. Oktober 1969 2 Wochen (insgesamt 2) \| 2 \| The Temptations \| I Can’t Get Next to You[11] Norman Whitfield, Barrett Strong \| – \| \| 1. November 1969 – 7. November 1969 1 Woche (insgesamt 1) \| 1 \| Elvis Presley \| Suspicious Minds[12] Mark James \| – \| \| 8. November 1969 – 28. November 1969 3 Wochen (insgesamt 3) \| 3 \| The Fifth Dimension \| Wedding Bell Blues[13] Laura Nyro \| – \| \| 29. November 1969 – 5. Dezember 1969 1 Woche (insgesamt 1) \| 1 \| The Beatles \| Come Together[14] John Lennon, Paul McCartney \| – \| \| 6. Dezember 1969 – 19. Dezember 1969 2 Wochen (insgesamt 2) \| 2 \| Steam \| Na Na Hey Hey Kiss Him Goodbye[15] Gary DeCarlo, Dale Frashuer, Paul Leka \| – \| \| 20. Dezember 1969 – 26. Dezember 1969 1 Woche (insgesamt 1) \| 1 \| Peter, Paul and Mary \| Leaving on a Jet Plane[16] John Denver \| – \| |                                       |                                        |                                                                       |                           |
| ← 1968 |                                       |                                        |                                                                       | → 1970 →                  |
| Zeitraum | Wo. ges.                              | Interpret                              | Titel Autor(en)                                                       | Zusätzliche Informationen |
| (Zeitraum, Wochen auf Platz eins, Interpret, Titel, Autor[en], zusätzliche Informationen) |                                       |                                        |                                                                       |                           |
| 14. Dezember 1968 – 31. Januar 1969 7 Wochen (insgesamt 7) | 7                                     | Marvin Gaye                            | I Heard It Through the Grapevine Norman Whitfield, Barrett Strong     | –                         |
| 1. Februar 1969 – 14. Februar 1969 2 Wochen (insgesamt 2) | 2                                     | Tommy James & the Shondells            | Crimson and Clover Tommy James, Peter Lucia, Jr.                      | –                         |
| 15. Februar 1969 – 14. März 1969 4 Wochen (insgesamt 4) | 4                                     | Sly & the Family Stone                 | Everyday People Sylvester Stewart                                     | –                         |
| 15. März 1969 – 11. April 1969 4 Wochen (insgesamt 4) | 4                                     | Tommy Roe                              | Dizzy Tommy Roe, Freddy Weller                                        | –                         |
| 12. April 1969 – 23. Mai 1969 6 Wochen (insgesamt 6) | 6                                     | The Fifth Dimension                    | Aquarius/Let the Sunshine In James Rado, Gerome Ragni, Galt MacDermot | –                         |
| 24. Mai 1969 – 27. Juni 1969 5 Wochen (insgesamt 5) | 5                                     | The Beatles with Billy Preston         | Get Back John Lennon, Paul McCartney                                  | –                         |
| 28. Juni 1969 – 11. Juli 1969 2 Wochen (insgesamt 2) | 2                                     | Henry Mancini & His Orchestra & Chorus | Love Theme from Romeo & Juliet (A Time For Us) Nino Rota              | –                         |
| 12. Juli 1969 – 22. August 1969 6 Wochen (insgesamt 6) | 6                                     | Zager & Evans                          | In the Year 2525 (Exordium & Terminus) Rick Evans                     | –                         |
| 23. August 1969 – 19. September 1969 4 Wochen (insgesamt 4) | 4                                     | The Rolling Stones                     | Honky Tonk Women Mick Jagger, Keith Richards                          | –                         |
| 20. September 1969 – 17. Oktober 1969 4 Wochen (insgesamt 4) | 4                                     | The Archies                            | Sugar, Sugar Jeff Barry, Andy Kim                                     | –                         |
| 18. Oktober 1969 – 31. Oktober 1969 2 Wochen (insgesamt 2) | 2                                     | The Temptations                        | I Can’t Get Next to You Norman Whitfield, Barrett Strong              | –                         |
| 1. November 1969 – 7. November 1969 1 Woche (insgesamt 1) | 1                                     | Elvis Presley                          | Suspicious Minds Mark James                                           | –                         |
| 8. November 1969 – 28. November 1969 3 Wochen (insgesamt 3) | 3                                     | The Fifth Dimension                    | Wedding Bell Blues Laura Nyro                                         | –                         |
| 29. November 1969 – 5. Dezember 1969 1 Woche (insgesamt 1) | 1                                     | The Beatles                            | Come Together John Lennon, Paul McCartney                             | –                         |
| 6. Dezember 1969 – 19. Dezember 1969 2 Wochen (insgesamt 2) | 2                                     | Steam                                  | Na Na Hey Hey Kiss Him Goodbye Gary DeCarlo, Dale Frashuer, Paul Leka | –                         |
| 20. Dezember 1969 – 26. Dezember 1969 1 Woche (insgesamt 1) | 1                                     | Peter, Paul and Mary                   | Leaving on a Jet Plane John Denver                                    | –                         |

## Alben
| ← 1968 ← | Liste der Nummer-eins-Alben in den USA | Liste der Nummer-eins-Alben in den USA         | Liste der Nummer-eins-Alben in den USA | 1970 →                    |
| \| Zeitraum \| Wo. ges. \| Interpret \| Titel \| Zusätzliche Informationen \| \| (Zeitraum, Wochen auf Platz eins, Interpret, Titel, zusätzliche Informationen) \| \| \| \| \| \| ------------------------------------------------------------------------------ \| -------- \| ---------------------------------------------- \| ----------------------------- \| ------------------------- \| \| 28. Dezember 1968 – 7. Februar 1969 6 Wochen (insgesamt 6) \| 6 \| The Beatles \| The Beatles (White Album)[17] \| – \| \| 8. Februar 1969 – 14. Februar 1969 1 Woche (insgesamt 1) \| 1 \| Diana Ross & The Supremes with The Temptations \| TCB[18] \| – \| \| 15. Februar 1969 – 7. März 1969 3 Wochen (insgesamt 9) \| 9 \| The Beatles \| The Beatles (White Album) \| – \| \| 8. März 1969 – 28. März 1969 3 Wochen (insgesamt 4) \| 4 \| Glen Campbell \| Wichita Lineman[19] \| – \| \| 29. März 1969 – 4. April 1969 1 Woche (insgesamt 1) \| 1 \| Blood, Sweat & Tears \| Blood, Sweat & Tears[20] \| – \| \| 5. April 1969 – 11. April 1969 1 Woche (insgesamt 5) \| 5 \| Glen Campbell \| Wichita Lineman \| – \| \| 12. April 1969 – 25. April 1969 2 Wochen (insgesamt 3) \| 3 \| Blood, Sweat & Tears \| Blood, Sweat & Tears \| – \| \| 26. April 1969 – 25. Juli 1969 13 Wochen (insgesamt 13) \| 13 \| Original Broadway Cast \| Hair[21] \| – \| \| 26. Juli 1969 – 22. August 1969 4 Wochen (insgesamt 7) \| 7 \| Blood, Sweat & Tears \| Blood, Sweat & Tears \| – \| \| 23. August 1969 – 19. September 1969 4 Wochen (insgesamt 4) \| 4 \| Johnny Cash \| At San Quentin[22] \| – \| \| 20. September 1969 – 3. Oktober 1969 2 Wochen (insgesamt 2) \| 2 \| Blind Faith \| Blind Faith[23] \| – \| \| 4. Oktober 1969 – 31. Oktober 1969 4 Wochen (insgesamt 4) \| 4 \| Creedence Clearwater Revival \| Green River[24] \| – \| \| 1. November 1969 – 26. Dezember 1969 8 Wochen (insgesamt 8) \| 8 \| The Beatles \| Abbey Road[25] \| – \| |                                        |                                                |                                        |                           |
| ← 1968 |                                        |                                                |                                        | → 1970 →                  |
| Zeitraum | Wo. ges.                               | Interpret                                      | Titel                                  | Zusätzliche Informationen |
| (Zeitraum, Wochen auf Platz eins, Interpret, Titel, zusätzliche Informationen) |                                        |                                                |                                        |                           |
| 28. Dezember 1968 – 7. Februar 1969 6 Wochen (insgesamt 6) | 6                                      | The Beatles                                    | The Beatles (White Album)              | –                         |
| 8. Februar 1969 – 14. Februar 1969 1 Woche (insgesamt 1) | 1                                      | Diana Ross & The Supremes with The Temptations | TCB                                    | –                         |
| 15. Februar 1969 – 7. März 1969 3 Wochen (insgesamt 9) | 9                                      | The Beatles                                    | The Beatles (White Album)              | –                         |
| 8. März 1969 – 28. März 1969 3 Wochen (insgesamt 4) | 4                                      | Glen Campbell                                  | Wichita Lineman                        | –                         |
| 29. März 1969 – 4. April 1969 1 Woche (insgesamt 1) | 1                                      | Blood, Sweat & Tears                           | Blood, Sweat & Tears                   | –                         |
| 5. April 1969 – 11. April 1969 1 Woche (insgesamt 5) | 5                                      | Glen Campbell                                  | Wichita Lineman                        | –                         |
| 12. April 1969 – 25. April 1969 2 Wochen (insgesamt 3) | 3                                      | Blood, Sweat & Tears                           | Blood, Sweat & Tears                   | –                         |
| 26. April 1969 – 25. Juli 1969 13 Wochen (insgesamt 13) | 13                                     | Original Broadway Cast                         | Hair                                   | –                         |
| 26. Juli 1969 – 22. August 1969 4 Wochen (insgesamt 7) | 7                                      | Blood, Sweat & Tears                           | Blood, Sweat & Tears                   | –                         |
| 23. August 1969 – 19. September 1969 4 Wochen (insgesamt 4) | 4                                      | Johnny Cash                                    | At San Quentin                         | –                         |
| 20. September 1969 – 3. Oktober 1969 2 Wochen (insgesamt 2) | 2                                      | Blind Faith                                    | Blind Faith                            | –                         |
| 4. Oktober 1969 – 31. Oktober 1969 4 Wochen (insgesamt 4) | 4                                      | Creedence Clearwater Revival                   | Green River                            | –                         |
| 1. November 1969 – 26. Dezember 1969 8 Wochen (insgesamt 8) | 8                                      | The Beatles                                    | Abbey Road                             | –                         |